# Johann Gottlieb Wolfsteller
Johann Gottlieb Wolfsteller (* 1794 in Rackith bei Wittenberg; † 1867 in Hamburg) war ein Hamburger Orgelbaumeister.

## Leben
Wolfsteller erlernte den Orgelbau bei Johann Paul Geycke, dessen Schwiegersohn er wurde. Wolfsteller arbeitete ab 1819 als Orgelbauer in Hamburg und führte seine „Hamburger Orgelbauanstalt“ im Haus Brook 67. Neben wenigen Orgelneubauten wurde er durch seine Arbeiten an den historischen Orgeln der Stadt bekannt. Nach dessen Tod übernahm sein Sohn Christian Heinrich Wolfsteller den namhaften Orgelbaubetrieb.

## Werke (Auswahl)
| Jahr      | Ort        | Gebäude          | Bild | Manuale | Register | Bemerkungen |
| --------- | ---------- | ---------------- | ---- | ------- | -------- | --- |
| 1837–1838 | Hamburg    | Englische Kirche |      | II/P    |          | Neubau unter Einbeziehung von Metallpfeifen und des Barockprospekts der Orgel von 1744 aus der Kapelle im „Englischen Haus“, Gröninger Straße; mehrfach umgebaut; einige Register erhalten |
| 1839–1841 | Hamburg    | Sankt Michaelis  |      |         |          | etliche Änderungen und Ergänzungen |
| 1846      | Hamburg    | Sankt Jacobi     |      |         |          | Dispositionsänderung (auch schon 1836); Einbau des Schwellkastens für das Oberwerk und des Jalousieschwellers für das Brustwerk der Orgel                                                  |
| 1848      | Hamburg    | Sankt Petri      |      |         |          | Einbau eines Doppel-Manuals in die zuvor restaurierte Orgel, 1852 Erweiterung um ein drittes Manual                                                                                        |
| 1851      | Varchentin | Dorfkirche       |      |         |          | Neubau der Orgel in der Dorfkirche |